# (145546) Suiqizhong
(145546) Suiqizhong est un astéroïde de la ceinture principale.

## Nom
L'astéroïde est nommé d'après le lycée no 7 de Canton (en) (广州市第七中学, Guǎngzhōu shì dì qī zhōngxué). Le nom « Suiqizhong » concatène, dans leur transcription pinyin sans accent, l'abréviation 穗 (sui) de Canton (Guangzhou), le numéro 七 (qi), c'est-à-dire 7, du lycée, et 中 (zhong), « milieu », la première partie de 中学 (zhōngxué), « lycée ».

## Description
(145546) Suiqizhong est un astéroïde de la ceinture principale. Il fut découvert le 25 mai 2006 à l'observatoire de Lulin par Ye Quan-Zhi et Hong Qin Lin. Il présente une orbite caractérisée par un demi-grand axe de 3,13 UA, une excentricité de 0,17 et une inclinaison de 1,5° par rapport à l'écliptique.

## Compléments